# Euphrasia mendoncae
Euphrasia mendoncae là loài thực vật có hoa thuộc họ Cỏ chổi. Loài này được Samp. mô tả khoa học đầu tiên năm 1937.